# Gérard Veilleux
Gérard Veilleux (né en 1942 à East Broughton), gestionnaire québécois.
Il a été président de la Société Radio-Canada (1989-1993) et secrétaire du Cabinet pour les relations fédérales-provinciales. Il a participé aux négociations sur les réformes constitutionnelles de 1980, ayant abouti à la modification en faveur des peuples autochtones du Canada.

## Honneurs
- 1991 - Prix Hermès
- 1995 - Officier de l'Ordre du Canada